# クロンララ・スクール

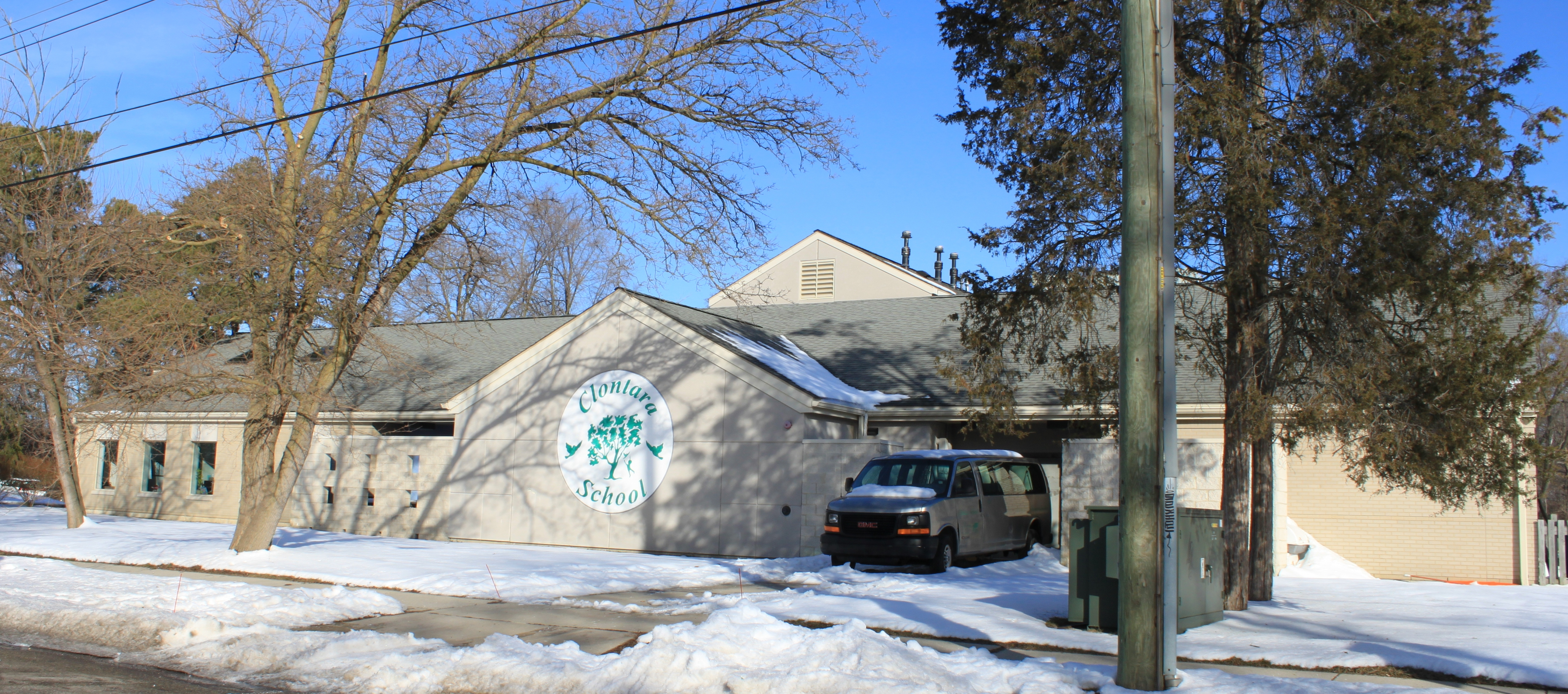

クロンララ・スクール（英: Clonlara School）は、アメリカ、ミシガン州、アナーバーにある私立学校。1969年にフリースクール運動を指導するパット・モンゴメリー(Pat Montgomery)とジム・モンゴメリーにより創立された。当初は、個人の家を開放した保育園としてスタートした。今では、通常のキャンパスの他に、ホームスクーリングを支援する遠隔地教育という二つの教育活動を並行して行っている。この学校は、国際、地域横断認証コミッション （the Commission on International and Trans-Regional Accreditation 、略称CITA) と北米中央連盟（North Central Association、略称NCA-CASI)からの認証を受けている。

## 教育活動
この学校は、1979年から自宅を基本の場所にした教育、つまり学校に行かず家で勉強するホームスクーリングを選択した子供たちの教育的支援を行うアンブレラ・スクールとなっている。ホームスクーリングの中でも、既成の教育プログラムの押し付けではなく、子供たちが自分で学習計画をつくり、大人はそれを指導・助言するというアンスクーリングの形態を採っている。
この学校には2つの柱があり、アナーバー近辺の5歳から18歳くらいの子ども達が通学するコースと、この学校に籍を置くが通信教育で自宅学習するコースである。後者に属する児童・生徒の国籍は世界20ヵ国に渡っており、不登校児など日本の子供たちも多く在籍している。現在、日本語に対応できるスタッフはいません。

## 著名な卒業生
- クオリアンカ・キルヒャー - 女優、映画「ポカホンタス」主演